# Wolfgang Bordel (Fußballspieler)
Wolfgang Bordel (* 27. Dezember 1939; † 5. Oktober 2024 in Bremen) war ein deutscher Fußballspieler. Der auf der Position des Abwehrspielers eingesetzte Bordel stand von 1963 bis 1967 im Kader von Werder Bremen und bestritt in dieser Zeit 18 Bundesligaspiele (keine Tore). Er wurde mit den Bremern in der Saison 1964/65 Deutscher Meister.

## Laufbahn
Bordel wurde aus der Werder-Jugend über die Amateurmannschaft zu Beginn der Bundesliga-Ära, 1963/64, in den Lizenzspielerkader von den Grün-Weißen übernommen. Als externe Neuzugänge kamen daneben zu Werder die Spieler Günter Bernard, Diethelm Ferner, Theo Klöckner, Wolfgang Schwierzke und für den langjährigen Trainer in der Fußball-Oberliga Nord, Georg Knöpfle, kam aus der West-Oberliga Willi Multhaup. Überraschend traten die Bremer zum Debütspiel in der Bundesliga am 24. August 1963, im Heimspiel gegen den amtierenden Deutschen Meister Borussia Dortmund, mit dem Schlussdreieck Klaus Lambertz im Tor und dem Verteidigerpaar Josef Piontek und Wolfgang Bordel an. Werder gewann das Spiel mit 3:2 Toren. Multhaup setzte auch in den nächsten vier Spielen gegen den 1. FC Nürnberg, VfB Stuttgart, 1. FC Kaiserslautern und den Meidericher SV auf Piontek und Bordel in der Verteidigung. Danach musste der Verteidiger mit der Ersatzbank vorliebnehmen. Am 21. März 1964, bei der 2:5-Auswärtsniederlage bei Hertha BSC, kam Bordel in der Rückrunde wieder zu seinem nächsten Einsatz. Es folgte das Spiel am 7. April im DFB-Pokal gegen Schalke 04 (0:2) und in der Bundesliga noch die drei Partien gegen den Karlsruher SC, 1. FC Saarbrücken und am Rundenschlusstag sein neunter Bundesligaeinsatz bei der 2:3-Niederlage bei 1860 München.
Als Werder Bremen überraschend in der Saison 1964/65 die Meisterschaft gewann, da agierte der Neuzugang aus Mönchengladbach, Horst-Dieter Höttges, neben Piontek in der Verteidigung und Heinz Steinmann, Helmut Jagielski und Max Lorenz bildeten die Läuferreihe des zweiten Bundesligameisters. Lediglich beim 2:0-Erfolg am 5. September 1964 bei Eintracht Frankfurt kam er in dieser Runde in der Bundesliga zum Einsatz. Daneben stand er noch in der Werder-Elf, die am 16. Januar 1965, das DFB-Pokalspiel bei Mainz 05 überraschend mit 0:1 Toren verlor. Im Jahr der Titelverteidigung, 1965/66, kamen unter dem neuen Trainer Günter Brocker auch lediglich drei weitere Ligaspiele hinzu. Persönlich bedeutungsvoller waren für Bordel seine zwei Einsätze im Europapokal der Landesmeister im November 1965 gegen den jugoslawischen Meister Partizan Belgrad. In Belgrad verlor Werder mit 0:3 Toren, das Heimspiel wurde 1:0 gewonnen. In seinem vierten Jahr Bundesliga, 1966/67, kamen nochmals fünf Ligaeinsätze hinzu. Danach schloss er sich zur Runde 1967/68 dem Aufsteiger in die Fußball-Regionalliga Nord, Phönix Lübeck an.
Unter Trainer Reinhold Ertel und an der Seite von Mitspielern wie Jürgen Stars, Siegfried Beyer und Peter Nogly kam er 1968 und 1969 jeweils mit den blau-weiß-roten Adlerträgern auf dem sechsten Rang in der Regionalliga Nord ein. Nach der Saison 1969/70 – Bordel hatte von 1967 bis 1970 für Phönix 83 Regionalligaspiele mit drei Toren absolviert – beendete der Ex-Bremer seine Aktivität an der Travemünder Allee und kehrte in das Amateurlager zurück.
Wolfgang Bordel starb am 5. Oktober 2024 im Alter von 84 Jahren in Bremen.